# Niedersachsenlexikon (1969)
Das Niedersachsenlexikon, auch Niedersachsen-Lexikon genannt, ist ein Lexikon, das laut Untertitel „Alles Wissenswerte über das Land Niedersachsen“ vermittelt. Herausgeber des 1969 im Umschau-Verlag in Frankfurt am Main erschienenen Werkes war Rudolf Klein, von dem auch Zeichnungen in dem Buch stammen, während Klaus Kehren die Wappenzeichnungen beisteuerte. Beiträge verfassten zudem Wilfried Lackert, Hansgeorg Loebel und Josef Nowak. Das bis dahin erste Lexikon über Niedersachsen
- vermittelt Informationen über Land- und Forstwirtschaft oder Persönlichkeiten der Geschichte bis in die 1960er Jahre;
- enthält im ersten, allgemeinen Teil Statistiken und Beiträge grundsätzlicher Art wir den geologischen und geographischen Aufbau sowie Handel, Verkehr, Industrie und Verwaltung;
- behandelt im Hauptteil unter rund 7000 Stichworten Beiträge aus Politik, Geschichte, Geographie und Wirtschaft, Kunst und Kultur, Wissenschaft und Forschung, Erziehungs- und Bildungswesen, Sozial- und Gesundheitswesen sowie Presse und Sport und dergleichen. Sämtliche Städte und größeren Landgemeinden wurden beschrieben und mit einzelnen historischen und landschaftlichen Sehenswürdigkeiten aufgeführt;
- schließt mit einem seinerzeit lückenlosen Verzeichnis aller Gemeinden Niedersachsen mit Angaben der damaligen Postleitzahl, Höhenlage, Anzahl der Einwohner, sogar konfessioneller Aufteilung und der seinerzeitigen Kreiszugehörigkeit[3]